# Jin Jong-oh
Jin Jong-oh (født 24. september 1979 i Gangwon) er en mandlig syd-koreansk sportsskytte som har konkurreret ved Sommer-OL 2004, 2008 og 2012.
12. august 2008 vandt han guld i øvelsen 50 m pistol mænd under Sommer-OL 2008, tidligere ved samme OL vandt han også en sølvmedalje i øvelsen 10 m luftpistol mænd.
Under Sommer-OL 2012 vandt han på åbningsdagen 28. juli øvelsen 10 m luftpistol mænd.

## Meritter
- Guld –  Sommer-OL 2008 i  50m pistol
- Sølv –  Sommer-OL 2008 i 10m luftpistol
- Guld –  Sommer-OL 2012 i 10m luftpistol